# Lee County (Iowa)

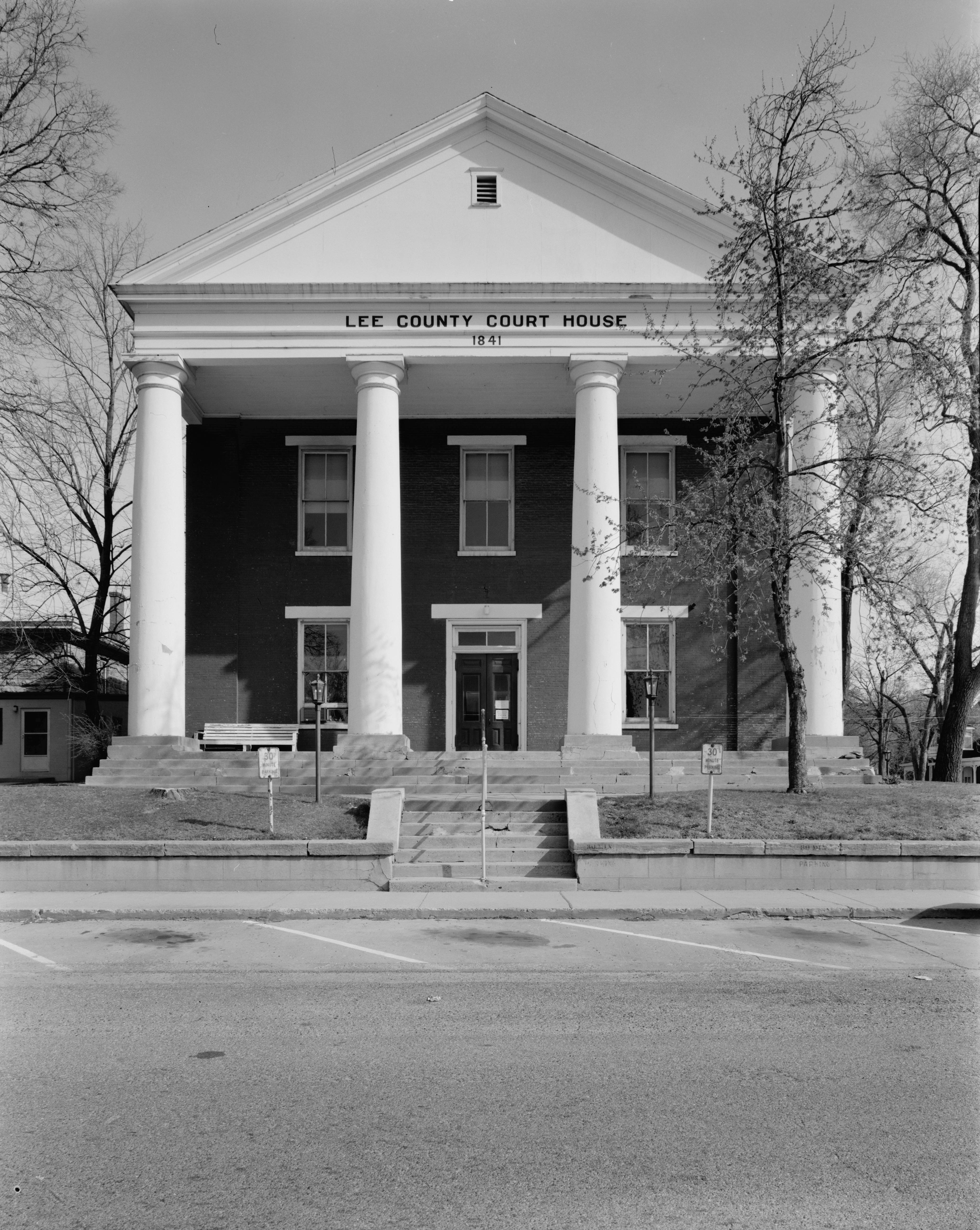
Das Lee County Courthouse in Fort Madison (für den nördlichen Teil des Countys zuständig), seit 1976 im NRHP gelistet

Das Lee County ist ein County im US-Bundesstaat Iowa. Bei der Volkszählung im Jahr 2020 hatte das County 33.555 Einwohner und eine Bevölkerungsdichte von 25 Einwohnern pro Quadratkilometer. Mit Fort Madison und Keokuk verfügt das County über zwei Verwaltungssitze.

## Geographie
Das County liegt im äußersten Südosten von Iowa. Die südöstliche Grenze zu Missouri wird durch den Des Moines River gebildet, der am südlichsten Punkt Iowas in den Mississippi mündet. Dieser bildet die Grenze zu Illinois. Das Lee County hat eine Fläche von 1395 Quadratkilometern, wovon 55 Quadratkilometer Wasserfläche sind. Es grenzt an folgende Nachbarcountys:
|                         | Henry County | Des Moines County           |
| Van Buren County        |              | Henderson County (Illinois) |
| Clark County (Missouri) |              | Hancock County (Illinois)   |

## Geschichte
Das Lee County wurde am 7. Dezember 1836 aus ehemaligen Teilen des Des Moines County gebildet. Benannt wurde es nach dem Geschäftsmann William Elliott Lee, dessen Immobilienfirma sich auf Land spezialisierte, das Halbblutindianern vorbehalten war.
Die erste ständige Siedlung im heutigen Lee County war das 1829 gegründete Keokuk. Nachdem 1836 das County gebildet wurde, bekam es im Jahr 1838 eine eigene Verwaltung. Der festgelegte Verwaltungssitz Fort Madison war von Anfang an umstritten. Bewohner aus entfernteren Gebieten beschwerten sich, dass der Verwaltungssitz sehr weit vom Zentrum des Countys entfernt lag. Es wurden über Jahre hinweg verschiedene Orte (Franklin, West Point und Keokuk) als Verwaltungssitz vorgeschlagen.
1841 wurde Fort Madison durch eine Volksabstimmung erneut als Verwaltungssitz festgelegt. Ein Gerichts- und Verwaltungsgebäude wurde 1842 seiner Bestimmung übergeben. Aber auch das beendete den Streit nicht. Durch eine Petition an die General Assembly (parlamentarische Versammlung) des damaligen Iowa-Territoriums wurde der Verwaltungssitz durch eine Entscheidung der General Assembly nach West Point verlegt. Die Stadt erklärte sich bereit, bis 1844 ein neues Gerichts- und Verwaltungsgebäude zu errichten. Dies kam jedoch nicht zustande, sodass die Verwaltung in Fort Madison verblieb.
Durch einen starken Bevölkerungsanstieg verschärften sich die Gegensätze zwischen den Bevölkerungsschwerpunkten Fort Madison und Keokuk. Aus diesem Grund verabschiedete die General Assembly ein Gesetz, wonach für des Lee County als einzigem County in Iowa zwei gleichberechtigte Verwaltungssitze festgelegt wurden.
Das heutige Gerichts- und Verwaltungsgebäude in Keokuk ist das 1890 errichtete ehemalige Postgebäude.
Das Gerichts- und Verwaltungsgebäude in Fort Madison dient heute noch als Gerichtsgebäude, während die Verwaltung 1978 in ein neues Gebäude umzog.
Im Lee County liegt eine National Historic Landmark, der Schlepper George M. Verity. 42 weitere Bauwerke und Stätten des Countys sind im National Register of Historic Places eingetragen.

## Demografische Daten
Nach der Volkszählung im Jahr 2010 lebten im Lee County 35.862 Menschen in 14.644 Haushalten. Die Bevölkerungsdichte betrug 26,8 Einwohner pro Quadratkilometer.
Ethnisch betrachtet setzte sich die Bevölkerung zusammen aus 93,5 Prozent Weißen, 3,1 Prozent Afroamerikanern, 0,2 Prozent amerikanischen Ureinwohnern, 0,5 Prozent Asiaten sowie aus anderen ethnischen Gruppen; 1,9 Prozent stammten von zwei oder mehr Ethnien ab. Unabhängig von der ethnischen Zugehörigkeit waren 3,0 Prozent der Bevölkerung spanischer oder lateinamerikanischer Abstammung.
In den 14.644 Haushalten lebten statistisch je 2,29 Personen.
22,2 Prozent der Bevölkerung waren unter 18 Jahre alt, 60,9 Prozent waren zwischen 18 und 64 und 16,9 Prozent waren 65 Jahre oder älter. 49,4 Prozent der Bevölkerung war weiblich.

Das jährliche Durchschnittseinkommen eines Haushalts lag bei 40.921 USD. Das Prokopfeinkommen betrug 21.240 USD. 14,9 Prozent der Einwohner lebten unterhalb der Armutsgrenze.

## Orte im Lee County
Citys
| - Donnellson - Fort Madison - Franklin - Houghton | - Keokuk - Montrose - Saint Paul - West Point |

Unincorporated Communitys
| - Argyle - Augusta - Bluff Park - Charleston - Denmark | - Galland - New Boston - Pilot Grove - Primrose - Sand Prairie | - Sandusky - Sawyer - Summitville - Wever |

## Gliederung
Das Lee County ist in 16 Townships eingeteilt:
| - Cedar Township - Charleston Township - Denmark Township - Des Moines Township | - Franklin Township - Green Bay Township - Harrison Township - Jackson Township | - Jefferson Township - Madison Township - Marion Township - Montrose Township | - Pleasant Ridge Township - Van Buren Township - Washington Township - West Point Township |

Die Stadt Keokuk gehört keiner Township an.